# Nemoraea miranda
Nemoraea miranda là một loài ruồi trong họ Tachinidae.